# آبگرم آلانخه

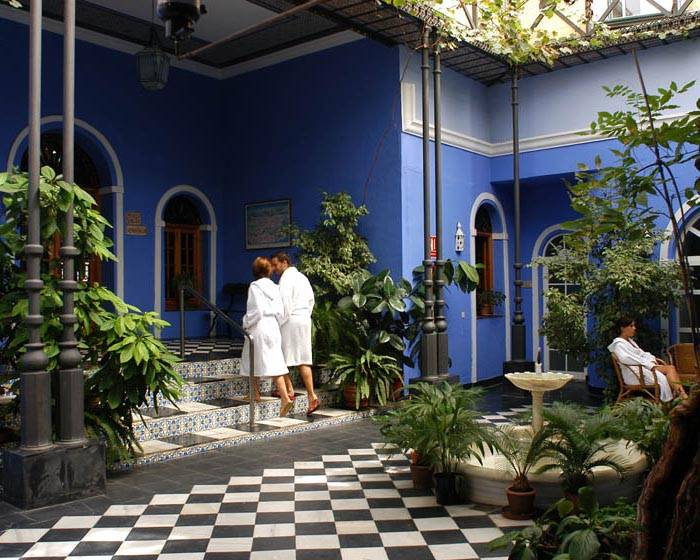
محوطه داخلی اسپا

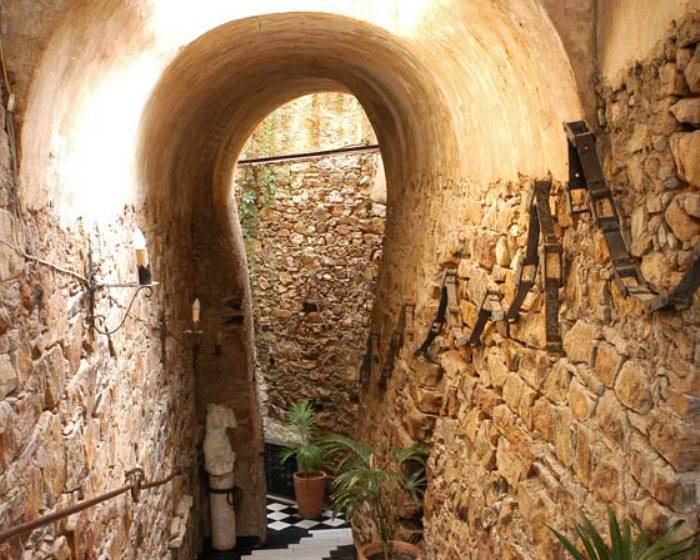
ورودی حمام‌های رومی.

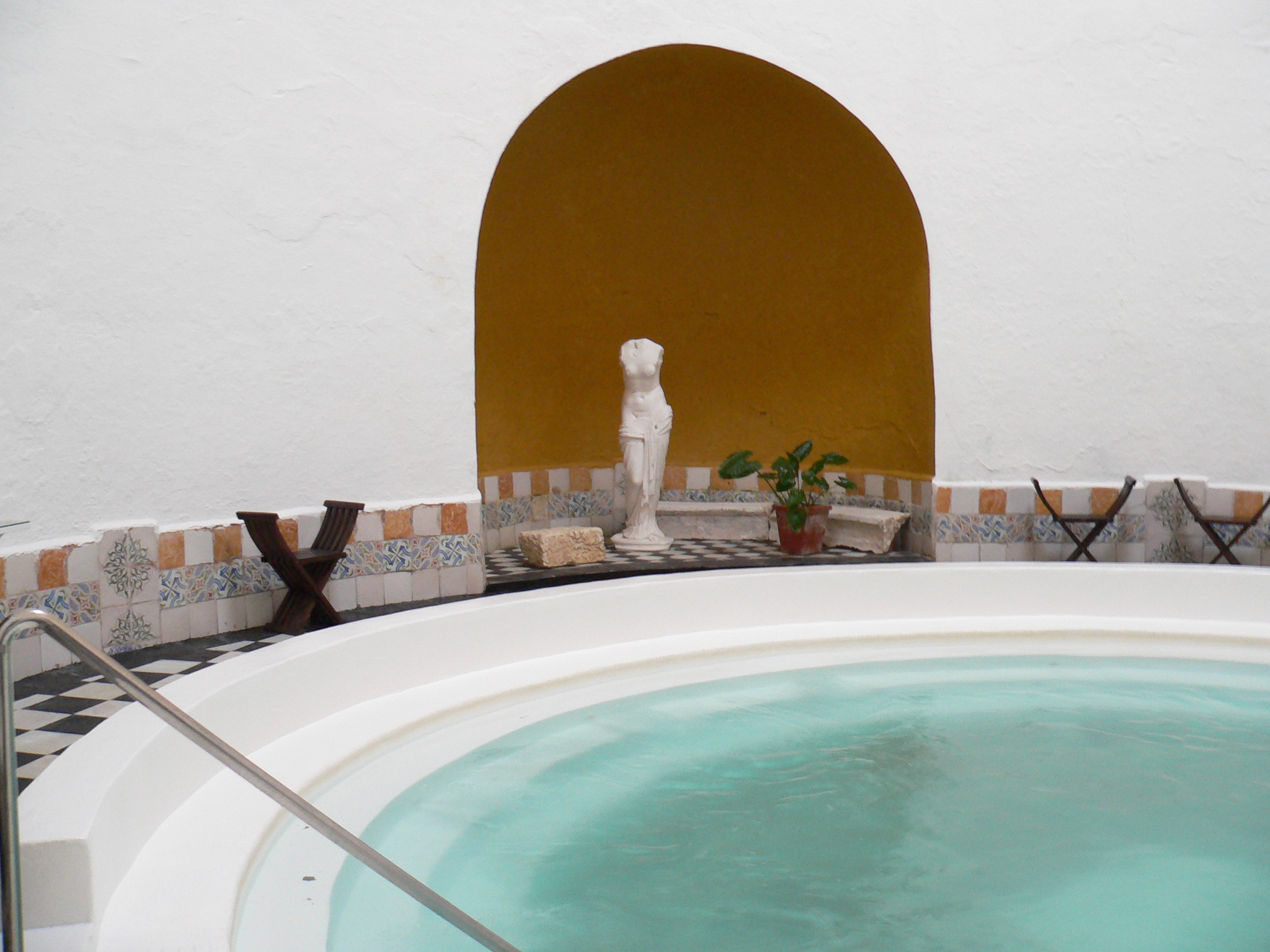
تاقچه‌های کنار حوضچه‌ها.

آبگرم آلانخه (اسپانیایی: Balneario de Alange‎) یک مجتمع درمانی با چشمه‌های آب گرم در شهر آلانخه واقع در استان باداخس و در ۱۸ کیلومتری شهر مِریدا در اسپانیاست. این مجموعه شامل حمام‌های آب گرم و چندین هتل است و به‌عنوان بزرگ‌ترین تأسیسات گردشگری این شهر شناخته می‌شود. همچنین، این مجموعه بخشی از مجموعه باستان‌شناسی مریدا است که توسط یونسکو به‌عنوان میراث جهانی ثبت شده است.

## تاریخچه
استفاده‌های درمانی از چشمه آلانخه به پیش از دوران رومی بازمی‌گردد، اما در قرن سوم میلادی، رومی‌ها بودند که یک مجموعه کوچک آب‌گرم در این منطقه ساختند. ارتباط این مجموعه با شهر باستانی آگوستا امریتا به‌خوبی مستند شده و در آن دوران، این مکان به مرکزی برای درمان و استراحت ساکنان منطقه تبدیل شده بود. یکی از داستان‌های قابل‌توجه مربوط به دختری اشراف‌زاده به نام وارینیا سرنا است که دچار نوعی بیماری در دستگاه تولید مثل بود. گفته می‌شود که آب‌های درمانی این چشمه موجب شفای او شد. پدرش، لیسینیوس سرنیانوس کلاریسیموس، دستور داد برای سپاسگزاری از الهه یونو، الهه رومی باروری و خانواده، یک سنگ نذری و محراب کوچک در آنجا بنا کنند. از آن پس، این چشمه به این الهه تقدیم شد.
ساختمان رومی شامل سازه‌ای مستطیل‌شکل است که دو اتاق گرد مشابه دارد؛ یکی برای مردان و دیگری برای زنان. ورود به این اتاق‌ها از طریق پلکانی سنگی و شیب‌دار انجام می‌گیرد. در مرکز هر اتاق، حوضچه‌های گرد قرار دارند. سقف اتاق‌ها به شکل گنبد نیم‌کره‌ای است و در مرکز آن‌ها نورگیرهایی تعبیه شده است. رومی‌ها همچنین در اطراف این مجموعه، خانه‌های ابتدایی برای مهمانان و یک گورستان کوچک ساخته بودند. در دوران حکومت مسلمانان بر این منطقه، نام آن به «آلانخه» تغییر یافت که به‌معنای «آب خدا» ست. پس از پایان این دوره، حمام‌ها به فراموشی سپرده شدند تا اینکه در اواخر قرن هجدهم، بازسازی آن‌ها آغاز شد. بنای فعلی در قرن نوزدهم ساخته شد. در سال ۱۹۳۰، این مکان با شمارهٔ آر. تی-۵۱–۰۰۰۰۳۹۶ به‌عنوان یک اثر ملی ثبت گردید و در سال ۱۹۸۵ توسط وزارت فرهنگ اسپانیا در فهرست میراث تاریخی این کشور قرار گرفت.
در دهه ۱۹۹۰، تحولی اساسی در تأسیسات مجموعه آغاز شد که شامل ساخت بخش‌های جدید و بازسازی قسمت‌های قدیمی بود. این طرح در نهایت به افتتاح یک هتل جدید در مجموعه منجر شد.

## محتویات شیمیایی آب‌
چشمه آبگرم آلانخه از لایه‌های بسیار عمیق زمین سرچشمه می‌گیرد و در مسیر صعود خود، با جذب انرژی ذرات آلفا (رادون ۲۲۲ و ۲۲۶) و مواد معدنی همچون لیتیوم، کربنات‌ها و بی‌کربنات‌های سدیم، منیزیم و کلسیم غنی می‌شود.
| هدایت الکتریکی (میلی‌ثانیه/سانتی‌متر) | ۱۵۲٫۰ |
| دما (سانتی‌گراد)                     | ۲۸٫۰  |
| بی‌کربنات‌ها (میلی‌گرم/لیتر)           | ۳۹٫۶  |
| کلریدها (میلی‌گرم/لیتر)              | ۳۵٫۶  |
| سولفات‌ها (میلی‌گرم/لیتر)             | ۴۸٫۳  |
| پتاسیم (میلی‌گرم/لیتر)               | ۶٫۸   |
| کلسیم (میلی‌گرم/لیتر)                | ۹٫۲   |
| فلوراید                             | ۰٫۱   |
| لیتیم (میلی‌گرم/لیتر)                | ۰٫۰۷  |
| سدیم (میلی‌گرم/لیتر)                 | ۲۲٫۱  |
| منیزیم (میلی‌گرم/لیتر)               | ۵٫۴   |
| نیترات‌ها (میلی‌گرم/لیتر)             | ۱۸٫۶  |
| سیلیس (میلی‌گرم/لیتر)                | ۳۳٫۵  |